# ナチュラル・ディザスターズ
ザ・ナチュラル・ディザスターズ（The Natural Disasters）は、1990年代前半にアメリカ合衆国のプロレス団体WWFで活動した、プロレスラーのアースクエイク（Earthquake）とタイフーン（Typhoon）によるタッグチームである。
両者とも200cm・180kg級の超巨漢レスラーであり、「地震」と「台風」による自然災害コンビとして、初期はジミー・ハートをマネージャーにヒールのポジションで活躍。後にベビーフェイスに転向してWWF世界タッグ王座にも戴冠した。
なお、「ナチュラル・ディザスターズ」というチーム名は、もともとは1990年のサバイバー・シリーズにおける、アースクエイク率いるヒール軍団（アースクエイク、ディノ・ブラボー、ハク、ザ・バーバリアン）の名称だった。

## 来歴
1991年、当時ハルク・ホーガンの盟友としてアースクエイクと抗争していた巨漢ベビーフェイスのタグボートことフレッド・オットマンが、5月28日収録（6月15日放送）の "WWF Superstars of Wrestling" での6人タッグマッチ（タグボート&ザ・ブッシュワッカーズ対アースクエイク&ナスティ・ボーイズ）において、パートナーのブッシュワッカーズを裏切ってヒールターンを決行。以後、タイフーンのリングネームを名乗ってアースクエイクのパートナーとなり、ナチュラル・ディザスターズが結成された。
ジミー・ハートの勧誘を断ったとしてアースクエイクに負傷させられたアンドレ・ザ・ジャイアントとの遺恨ストーリーも用意され、アンドレのコンディション不良のため対戦は実現しなかったものの、8月26日のサマースラム'91でのナチュラル・ディザスターズ対ブッシュワッカーズ戦ではアンドレがブッシュワッカーズのセコンドを務めた。その後、この試合にアンドレの助っ人として登場したリージョン・オブ・ドゥームとの抗争を開始し、彼らが保持していたWWF世界タッグ王座に再三挑戦。1992年1月19日のロイヤルランブル'92ではカウント勝ちを収めている（タイトルは移動せず）。
1992年2月、マネージャーのジミー・ハートと仲間割れしてベビーフェイスに転向。以降はハートが新しくマネージメントするテッド・デビアス&IRSのマネー・インコーポレーテッドと抗争を展開した。同年4月には当時のWWFの日本での提携先だったSWSに揃って来日し、ジョージ高野と高野俊二の兄弟チームを破りSWSタッグ王座を獲得。帰米後の7月20日にはマネー・インコーポレーテッドからWWF世界タッグ王座を奪取した。
王座陥落後はボウ&ブレイクのビバリー・ブラザーズなどと抗争したが、1993年初頭にアースクエイクがWWFを離脱したためチームは解散。タイフーンもシングルプレイヤーとしての活動を続けた後、同年中旬にWWFを退団した。その後、両者は散発的にWWFに復帰したがナチュラル・ディザスターズが再結成されることはなかった。2001年4月1日、レッスルマニアX-Sevenにおけるギミック・バトルロイヤルにて両者は久々に顔を揃えたが、オットマンはタイフーンではなくタグボートのギミックで出場している。
2025年、WWE殿堂に迎えられた。

## 獲得タイトル
WWF / WWE
- WWF世界タッグ王座：1回[6][7]
- WWE殿堂：2025年[8]

SWS
- SWSタッグ王座：1回[5]